# Ronnie Quintarelli
Ronnie Quintarelli (Negrar, 9 de agosto de 1979) é um automobilista italiano. Atualmente, disputa a Super GT.
Embora tenha sido piloto de testes da Midland em sua única temporada na Fórmula 1 com este nome, em 2006, Quintarelli se destacou como piloto em competições de turismo e resistência japonesas. Obteve sua primeira conquista no país em 2004 com o Campeonato Japonês de Fórmula 3, seguindo de uma vitória nos 1 000 km de Suzuka em 2005. Neste último ano passou a disputar corridas esporádicas da categoria GT500 da Super GT, a principal competição de turismo japonesa, antes de priorizá-la a partir de 2008.
Apesar de posições intermediárias nas primeiras temporadas (12º em 2008; 7º em 2009; e 5º em 2010), Quintarelli obteve o título da competição em 2011 e 2012, e novamente em 2014 e 2015, se tornando o piloto mais bem sucedido da categoria. Ainda chegou perto do título em 2016 e 2017, mas terminando em terceiro e segundo lugares na classificação geral, respectivamente.
Quando houve o sismo e tsunami de Tohoku de 2011, no Japão, e os sismos na Itália em agosto e outubro de 2016 e em agosto de 2017, Quintarelli participou de campanhas para levantar fundos para as vítimas. Por conta disso, foi feito Oficial da Ordine della Stella d'Italia.